# Cadwell
Cadwell – miasto w Stanach Zjednoczonych, w stanie Georgia, w hrabstwie Laurens.